# Бряг Лубе
Бряг Лубе (на френски: Côte Loubet; на английски: Loubet Coast) е част от крайбрежието на Западна Антарктида, в южната част на западния сектор на Земя Греъм, простиращ се между 66°30’ и 68° ю.ш. и 65°40’ и 67°55’ з.д. Брегът заема южната част от западното крайбрежие на Земя Греъм, покрай източните брегове на море Белингсхаузен, част от тихоокеанския сектор на Южния океан. На юг граничи с Брега Фалиер, а на север – с Брега Греъм на Земя Греъм. Крайбрежието му е силно разчленено от множество заливи (най-големи Лалемон и Мариен Дарбел), полуострови (най-голям Ароусмит) и крайбрежни острови Аделейд, Пуркуа-Па, южната част на островите Биско и др.
Повсеместно е покрит с дебела ледена броня, над която стърчат отделни оголени върхове и нунатаки, части от платата Детройт (2316 m) и Ейвъри, от които към бреговете се спускат малки и къси планински ледници.
Тази част от крайбрежието на Земя Греъм е открито през 1904 – 1905 г. от френска антарктическа експедиция, ръководена от Жан Батист Шарко и е наименувано Бряг Лубе в чест на тогавашния френски президент Емил Лубе (1899 – 1906). На югоизточния бряг на остров Аделейд е разположена британската антарктическа станция Ротера.